# Modillon

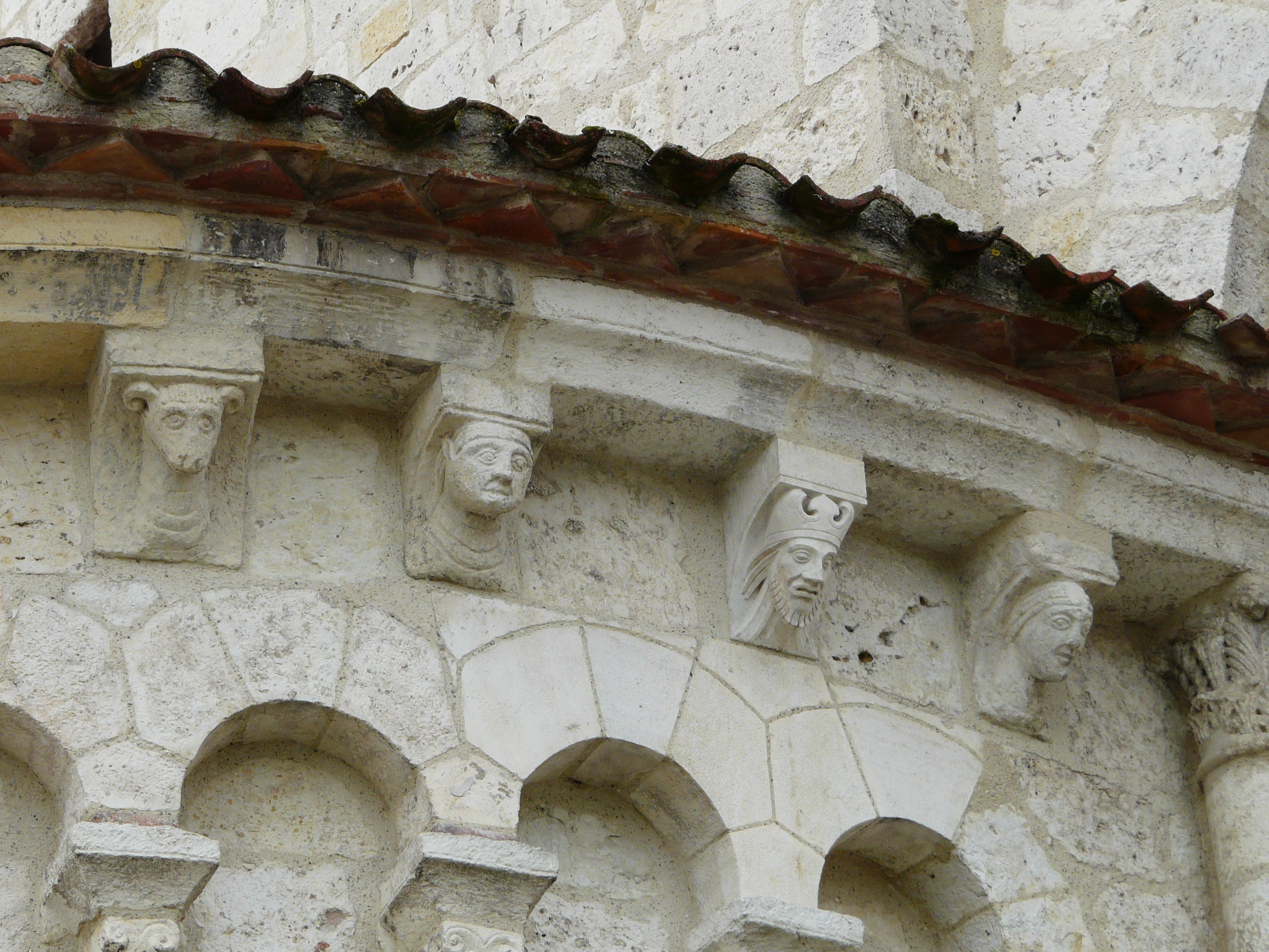
Modillons sur la cathédrale d'Agen.

Un modillon est un élément d'architecture qui sert à soutenir une corniche, un avant-toit ou un balcon. Il se différencie du corbeau par le fait qu'il est sculpté. Il y en a de très nombreux exemples, en particulier les lignes de modillons sur les églises romanes.

## Présentation
Petit bloc de pierre, sculpté de façon fine ou grossière, il diffère selon la nature des matériaux à la disposition du sculpteur et sa disposition[pas clair]. Les différences dans la nature du sol ont influencé, tout à la fois, les paysages et l'art de bâtir. Le matériau a joué sur la forme et la structure des églises romanes. Les roches dures (granitiques ou volcaniques) engendrent une architecture sévère de formes et de couleur. Ces matériaux résistants se prêtent beaucoup moins que le calcaire aux riches ornementations finement ciselées. Les historiens de l'art distinguent les modillons rampants, perpendiculaires au tracé de l'élément architectural qu'ils soutiennent, ou, plus rarement, des modillons d'aplomb, c'est-à-dire verticaux.

## Historique
Les temples grecs et romains proposent un modèle de corniche à modillons dit classique. À l'origine, il s'agit des chevrons qui débordent du mur pour supporter l'égout de la toiture ; ils affectent la forme de cubes, ou, en plus petit modèle, deviennent des denticules (ordre ionique). Puis leur profil s'assouplit en doucine, qui peuvent être sculptés en forme de feuille d'acanthe (ordre corinthien), ou ornés de motifs variés (floraux ou autres).
Les modillons romans sont remarquables par la créativité des imagiers et la richesse des thèmes qu'ils abordent. La naïveté et la gaucherie du style des uns frappent tout autant que l'habileté soignée des autres. La verve du tailleur s'est souvent donnée libre cours. La liberté d'inspiration est élevée puisque des scènes érotiques ou obscènes jouxtent des ornementations florales ou géométriques, des représentations animalières ou monstrueuses aussi bien que des évocations de thèmes religieux, éducatifs, moraux. L'homme moderne est conduit à s'interroger sur la dimension purement ornementale des modillons ou sur leur éventuelle portée symbolique. Les représentations transgressives posent la question de la prescription des commanditaires religieux en matière de programmes iconographiques religieux. En l'absence de sources écrites, l'interprétation reste délicate. Il est probable que les pouvoirs ecclésiastiques aient souhaité l'insertion de certaines figurations représentant des péchés, à titre moralisateur, mais aussi faisant office de transgression positive. « Le couple norme-transgression se traduit visuellement par l'opposition entre modèle et contre-modèle. Cette opposition binaire, qui est une des caractéristiques frappantes de l'image médiévale, ne doit pas nous leurrer. Certes, la laideur, la difformité, la bestialité sont étroitement associées à la représentation du mal, mais il existe aussi des laideurs positives, des monstruosités associées au bien, des animalisations souhaitables. »
L'architecture néo-classique, procédant du néo-classicisme de la seconde moitié du XVIIIe siècle et du début du XIXe siècle, reprend utilise ces éléments décoratifs gréco-romains.
Sur la basilique Saint-Eutrope de Saintes, en restauration, de nouveaux modillons sculptés font référence à l'actualité de la pandémie de Covid-19 : un pangolin, des amoureux masqués.

## Galerie
Le modillon est souvent l'occasion de sculpter un mascaron, c'est-à-dire une figure humaine, parfois effrayante.

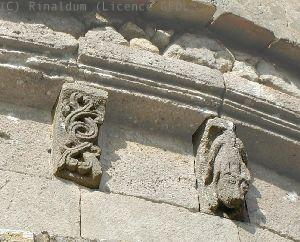
Église Saint-Pierre de Carsac-de-Gurson (Dordogne, France).
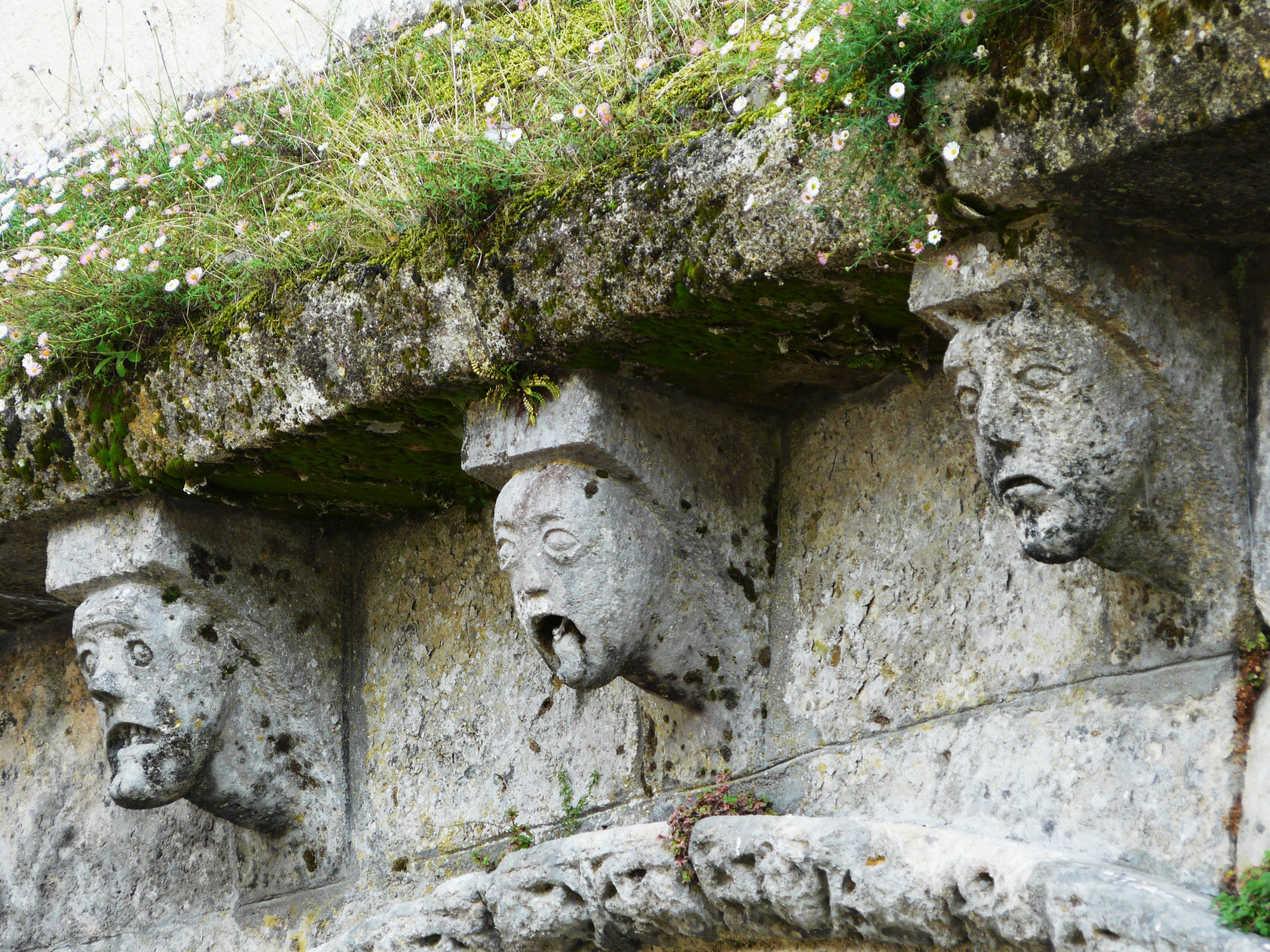
Modillons de l'abbatiale Notre-Dame de Guîtres (Gironde, France).
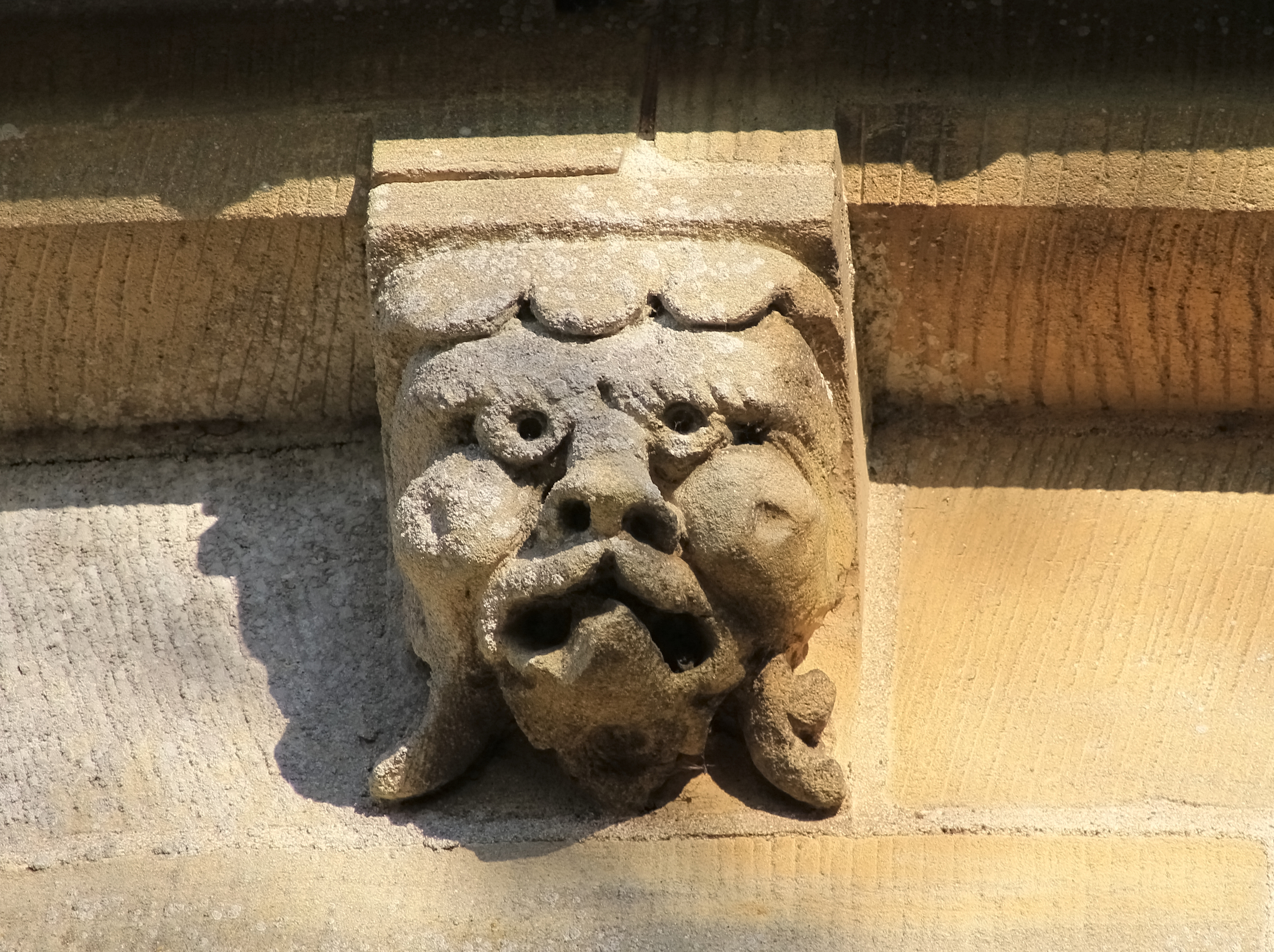
Modillon de l'église Notre-Dame-de-l'Assomption à Bény-sur-Mer.
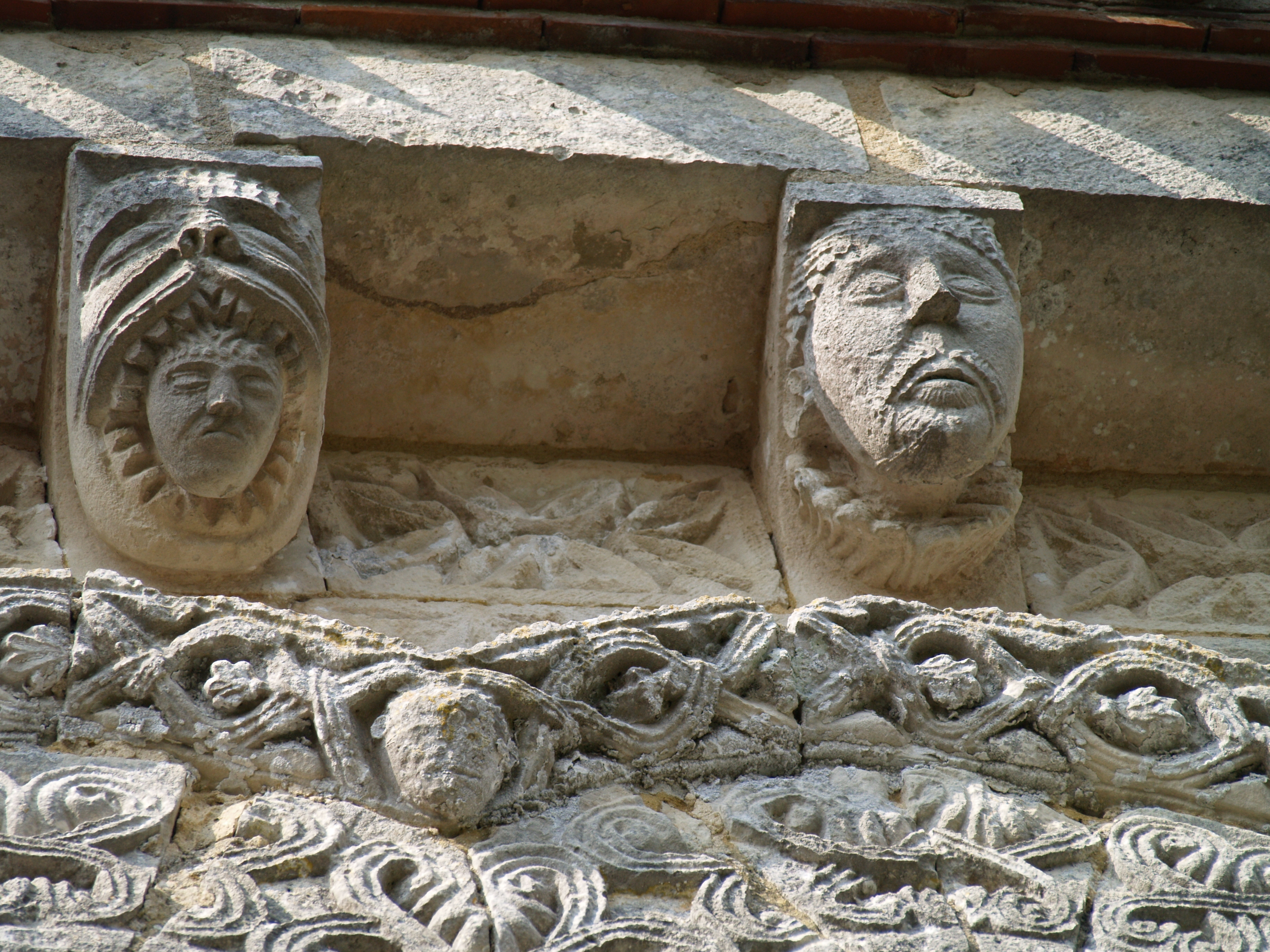
Modillons de l'église Notre-Dame de Rioux (Charente-Maritime, France).
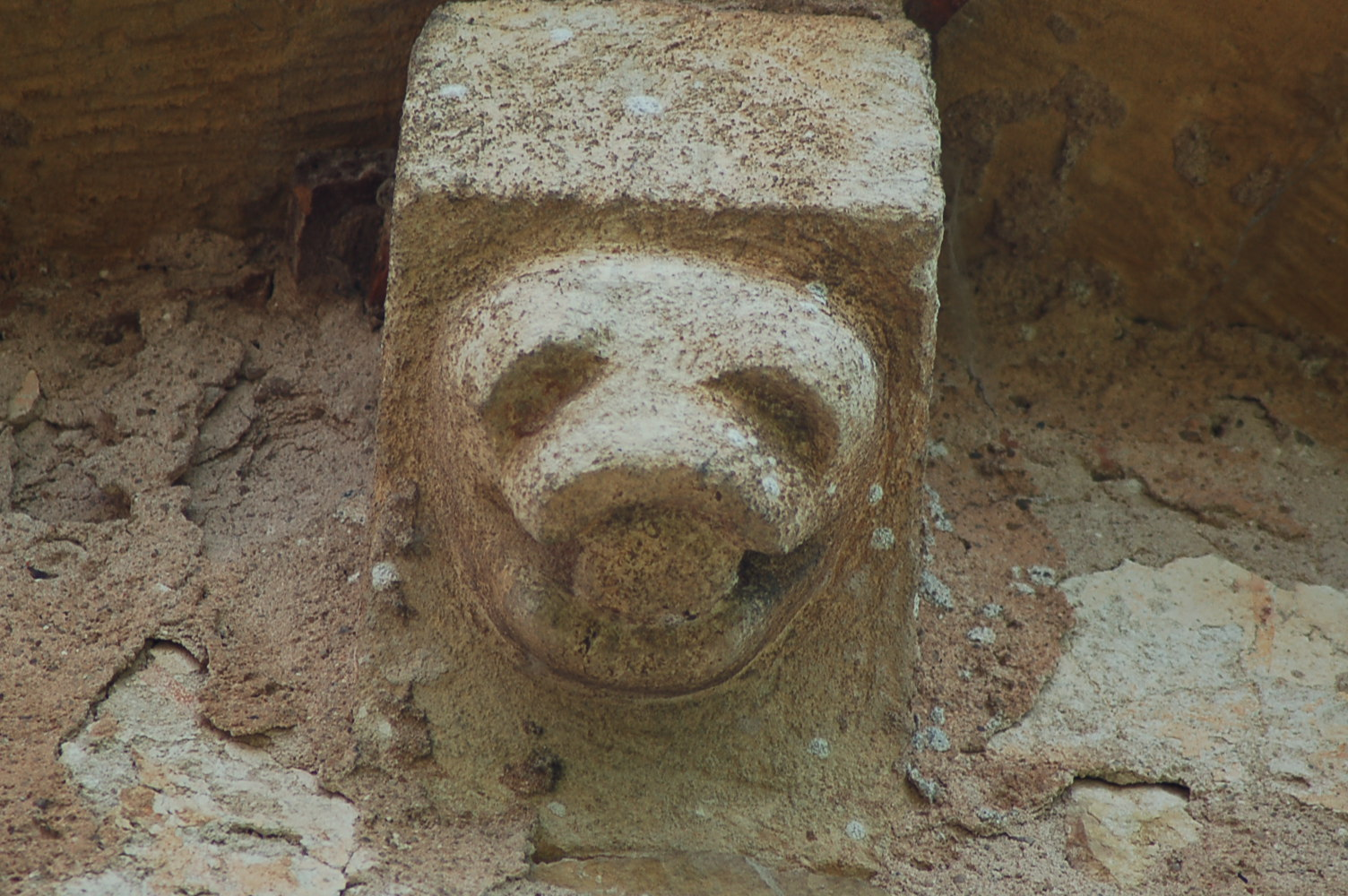
Modillon roman (début XIIe siècle) à Notre-Dame de Coust (Berry).
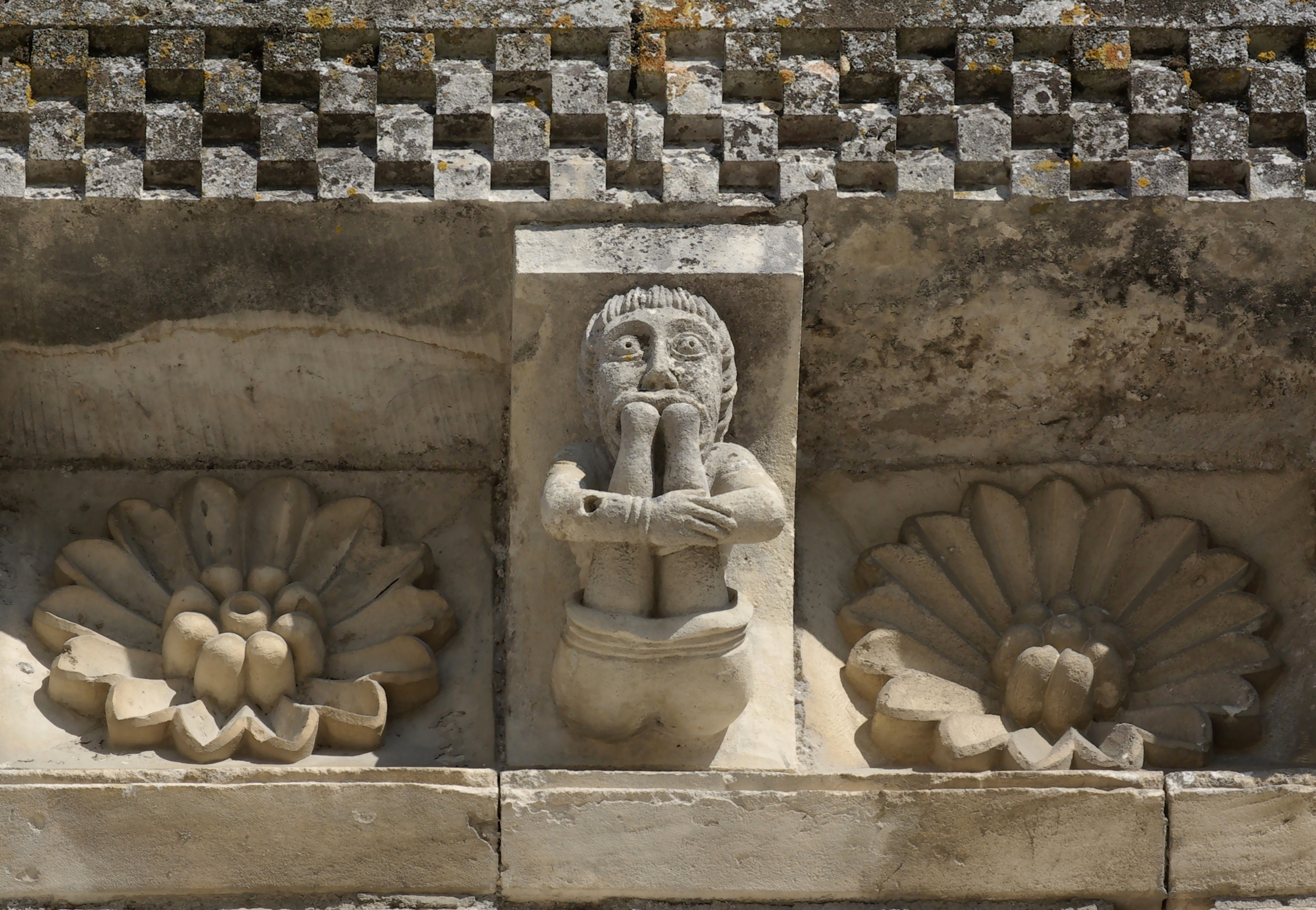
Église Saint-Pierre (XIe et XVe siècles) de Châteauneuf-sur-Charente.